# Assemblea Nacional de l'Equador
L'Assemblea Nacional és l'òrgan unicameral que exerceix el poder legislatiu del govern de la República de l'Equador. Va substituir el Congrés Nacional el 2008.

## Sistema electoral

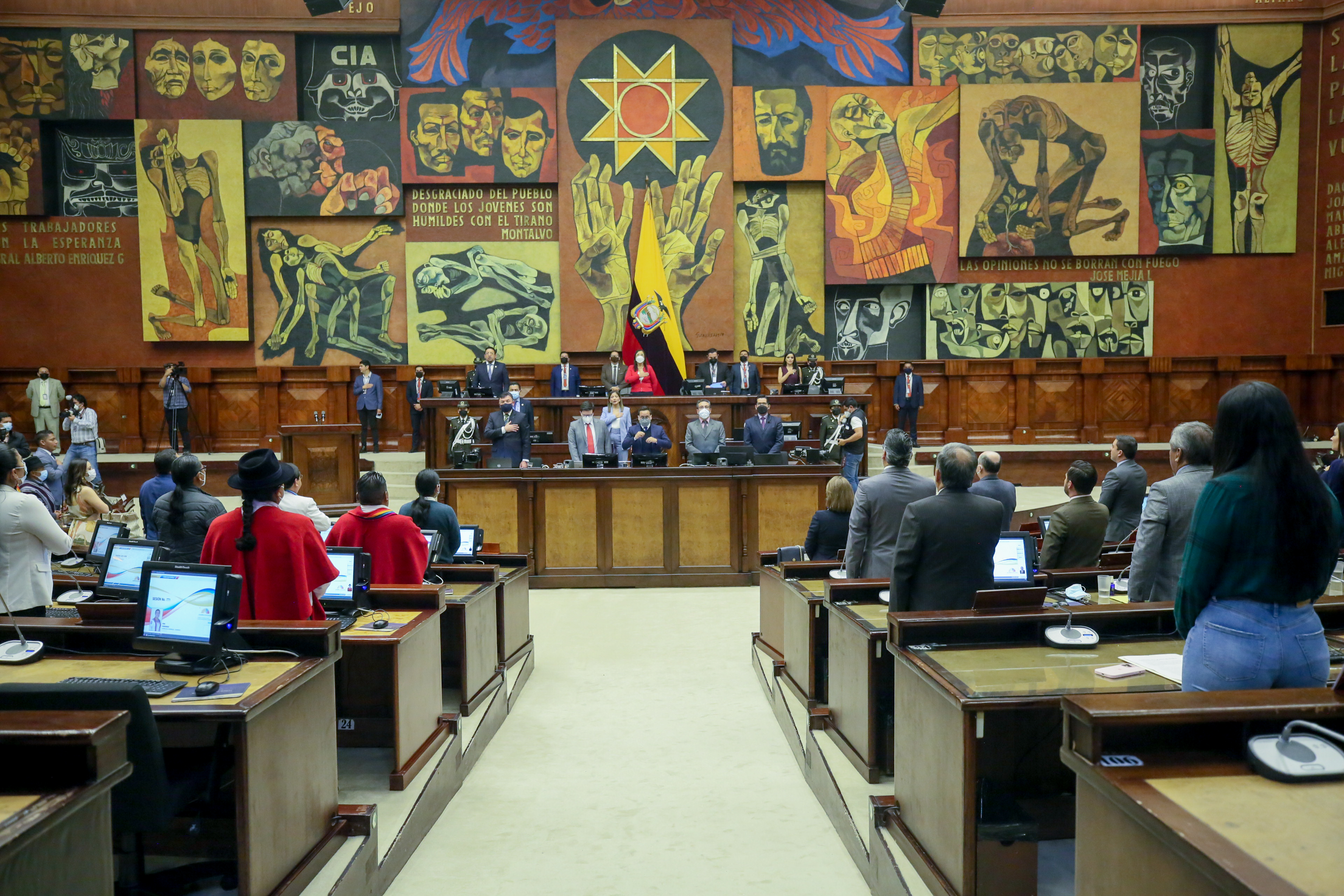
Sessió de l'Assemblea Nacional de l'Equador, 5 d'abril de 2022.

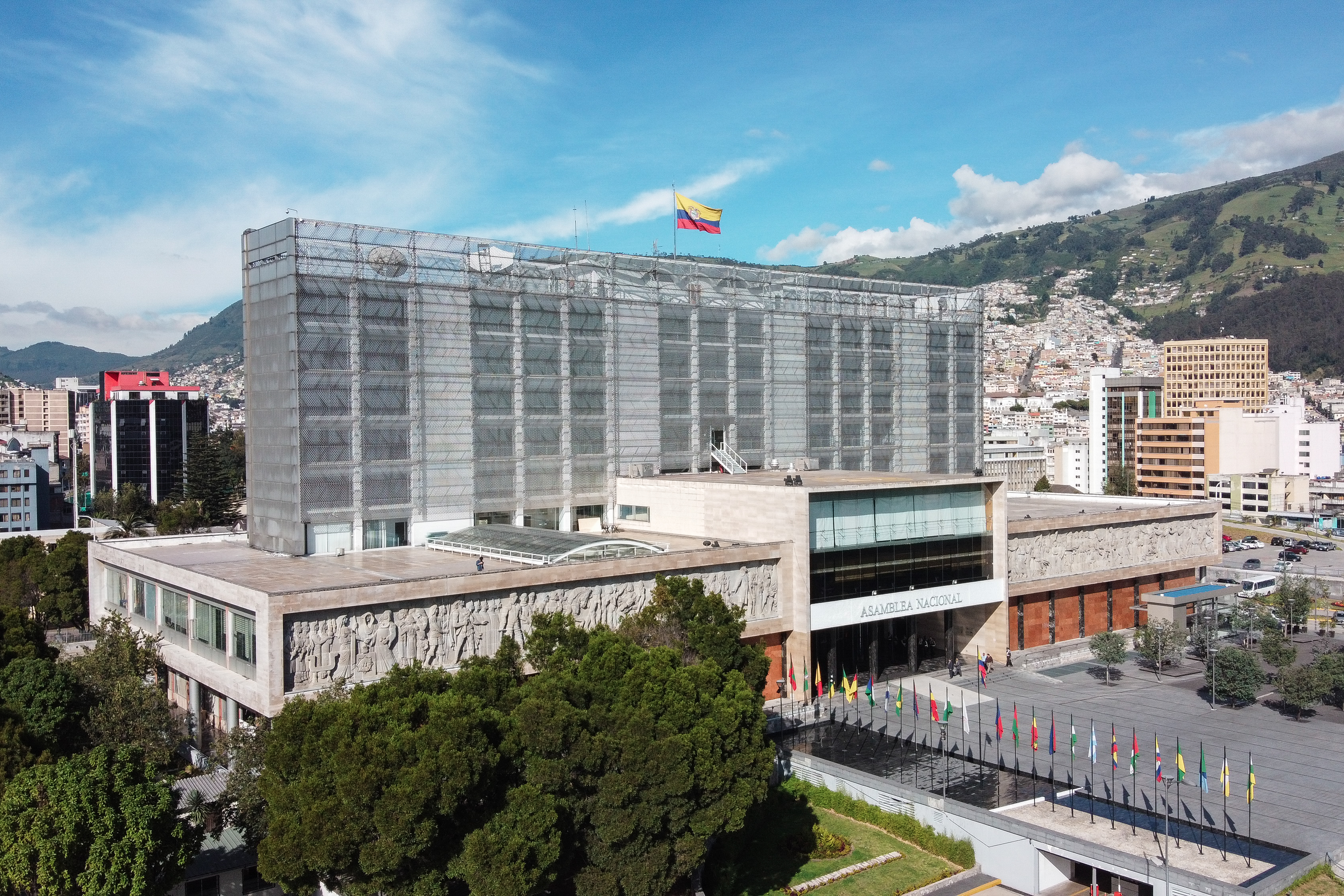
El Palau Legislatiu de l'Equador, a Quito.

L'Assemblea Nacional està formada per 137 escons ocupats durant quatre anys segons un sistema de votació mixta principalment proporcional.
D'aquest total, 116 escons estan coberts per representació proporcional plurinominal amb llistes obertes en 31 circumscripcions de 2 a 6 escons denominades districtes. Cadascuna de les 24 províncies del país correspon a un districte electoral excepte les tres més poblades (Guayas, Pichincha i Manabí) que se subdivideixen en diversos districtes: quatre per a les províncies de Guayas i Pichincha i dos per a la província de Manabí. Així, el nombre d'escons per província varia entre 2 per a les províncies menys poblades i 20 per a la de Guayas. Després del recompte de vots, els escons es reparteixen proporcionalment a cada districte segons el mètode d'Hondt.
A aquests escons se sumen 15 altres també ocupats per votació proporcional plurinominal en una única circumscripció nacional, distribuïts segons el mètode de Sainte-Laguë.
Finalment, 6 escons reservats per als ciutadans equatorians residents a l'estranger s'ocupen en tres circumscripcions de dos escons cadascuna per majoria de votants plurinominals. Els electors tenen dos vots que atribueixen sobre la base d'un vot per candidat. Després del recompte dels vots, s'escullen els dos candidats principals de cada circumscripció.
Les llistes s'han d'alternar obligatòriament entre candidats de cada sexe. Els diputats també es limiten a un màxim de dos mandats, consecutius o no. L'edat mínima per votar és de 16 anys, i el vot és obligatori des dels 18 fins als 65.

## Història

Escons per província.

Fins al 2007, l'organisme que exercia el poder legislatiu a l'Equador era el Congrés Nacional de l'Equador. La principal proposta de campanya del candidat a la presidència de la república Rafael Correa va ser posar en marxa una assemblea constituent que redactés una nova constitució per a la nació.
Un cop al poder, Rafael Correa va convocar a referèndum la proposta de l'assemblea constituent, que fou aprovada. Després es va convocar a eleccions novament per triar els representants nacionals i seccionals que conformarien l'assemblea. L'assemblea es va instal·lar a Ciudad Alfaro al cantó Montecristi i com a conseqüència d'això el Congrés Nacional va ser cessat en les seves funcions mentre s'elaborava la constitució.
Un cop acabat el projecte de constitució, aquest va ser sotmès de nou a referèndum constitucional el 28 de setembre de 2008 en què va ser aprovada la nova constitució de l'Equador. La nova constitució incloïa un règim de transició que s'aplicaria immediatament després de la seva aprovació. Aquesta secció de 30 articles transitoris establia la institucionalitat temporal de l'Estat mentre es feien noves eleccions, essent l'article 17 el que parlava de la funció legislativa per a la transició. Aquest article cessa definitivament els diputats i diputades elegits el 16 d'octubre de 2006, que conformaven l'antic Congrés Nacional, i va designar com a assembleistes nacionals alguns dels antics membres del plenari de l'assemblea constituent.
Finalment, després de les eleccions de 2009, es va inaugurar el primer període legislatiu de l'Assemblea Nacional, el 31 de juliol de 2009. El 14 de maig de 2013, es va inaugurar el segon període en què per primera vegada de la història del país un partit polític (Alianza PAIS) va tenir una majoria absoluta, amb 3/4 dels membres de l'assemblea. Aquest va ser clausurat l'11 de maig de 2017. El tercer període va ser inaugurat el diumenge 14 de maig de 2017. El següent va ser el quart període legislatiu, després de les eleccions legislatives de 2021.
El 17 de maig del 2023, el president Guillermo Lasso mitjançant decret executiu 741, anomenat de «mort creuada», va dissoldre l'Assemblea Nacional per greu crisi política i commoció interna, i va obligar a convocar eleccions anticipades legislatives i presidencials per culminar els períodes respectius. Les eleccions anticipades per renovar els membres de l'Assemblea Nacional seran el 20 d'agost del 2023.